# Дубровицька районна бібліотека для дітей

### Історія створення
Дубровицька районна бібліотека для дітей (за неточними даними) була створена в 1950 році і до 1954 року функціонувала як дитячий відділ при районній масовій бібліотеці.

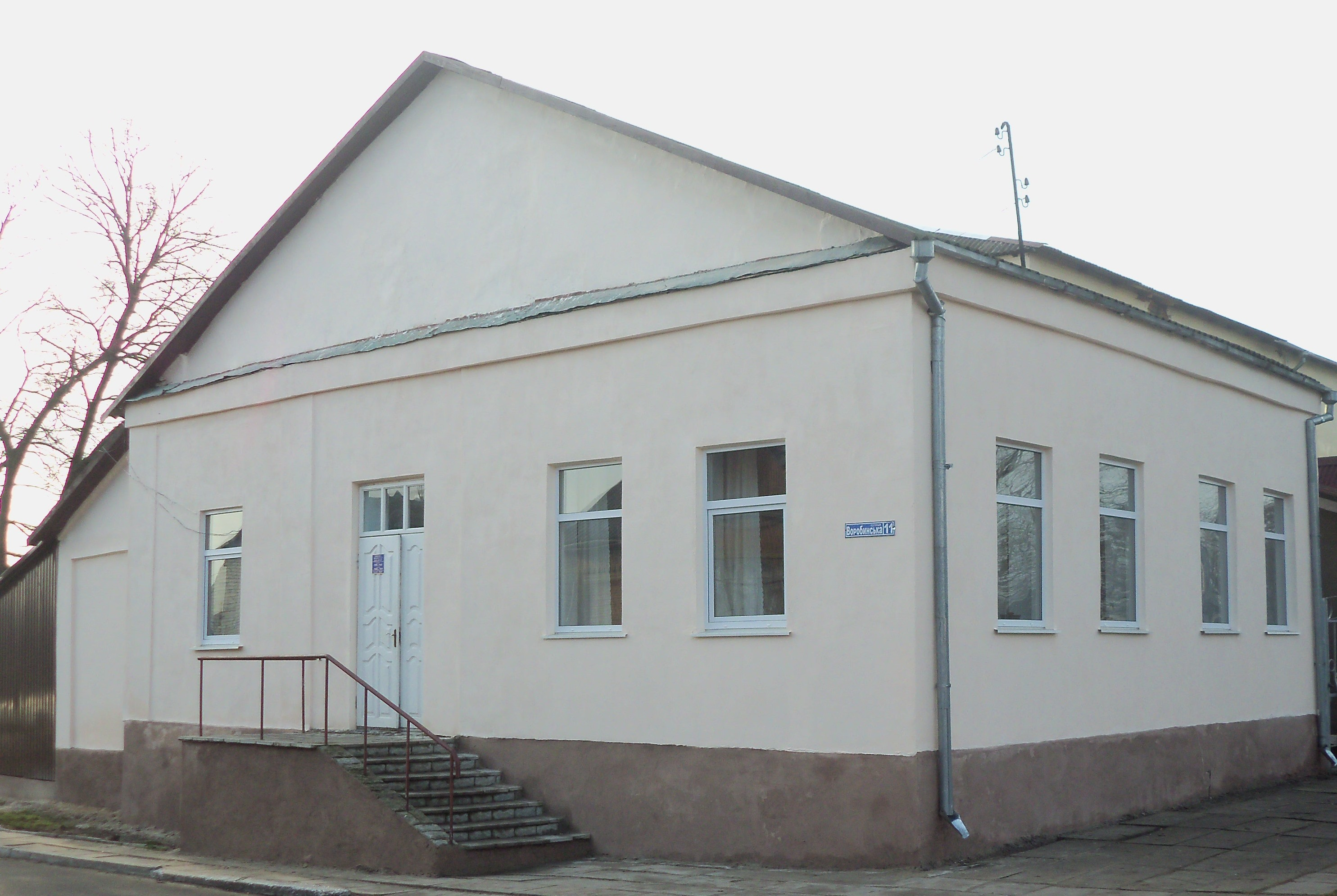
Приміщення Дубровицької районної бібліотеки для дітей

З 1954 року бібліотека для дітей починає свою діяльність як самостійна структура. У цей період був сформований книжковий фонд для дітей. Перші працівники закладу — Ганусіч Галина Григорівна та Орищенко Наталія Арсентіївна. Від того часу збереглася інвентарна книга датована 1952 роком. Приміщення бібліотеки знаходилось по вул. Леніна. Нині це вулиця Миру. Літом 1999 року блакитний будинок, де колись функціонувала бібліотека, знесли (район маркету «Вопак», «Льонок»).
Бібліотека з часу створення була і є підпорядкована адміністрації районного відділу культури.
В 1950 році бібліотека обслуговувала 300 читачів. Книжковий фонд налічував 3600 примірників. В 1957 році після закінчення Харківського інституту культури завідуючою бібліотекою була призначена Чуприніна О. П, яка працювала на цій посаді до 1965 року, потім цю посаду обіймала Геєць Т. Є.
В кінці 1950-х років бібліотека обслуговувала 1000 читачів, книжковий фонд складав до 14 000 тисяч примірників книг.
В 1967 році бібліотека отримала окреме приміщення за адресою вулиця Комуністична, 11. Нині це вулиця Воробинська, де бібліотека знаходиться по цей день. Період роботи бібліотеки 1960—1980 років характеризується заполітизованістю. Книжковий фонд має багато книг про Леніна, комуністичну партію, комсомол, піонерів.
На початку 1980-х років у колектив бібліотеки формує нове покоління, це Нечай Є. В., Томілович В. К., Дуденко О. С.
Період 1990-х років відзначився перебудовними процесами, в практику роботи впроваджуються народознавчі заходи, про історію України, репресованих письменників.
З червня 1998 року на посаду заступника директора призначено Томілович В. К. Також у цей період у бібліотеці розпочинає свою трудову діяльність Бондаренко С. В. Через недостатнє фінансування 1 січня 1999 року Дубровицька районна бібліотека для дітей вводить для своїх читачів платні послуги.
До 1000-ліття м. Дубровиця в бібліотеці було проведено зовнішній ремонт., але він був виконаний не якісно, оскільки не було враховано специфіку самого приміщення. На початку 2008 року для бібліотеки було закуплено комп’ютер та принтер. У 2013 році бібліотека взяла участь в україно-американській програмі «Бібліоміст» проекту 5-го раунду конкурсу «Організація нових бібліотечних послуг з використанням вільного доступу до Інтернету». За умовами проекту бібліотека отримала ще два комп’ютери та розмножувальний пристрій. У 2015 було проведено внутрішній ремонт приміщення. На 1.01.2020 року бібліотека має книжковий фонд біля 13000, бібліотекою користується 1200 читачів.

### Сучасний стан
Бібліотека забезпечує інформаційні потреби користувачів, популяризує кращі зразки художньої та світової літератури. Організовує змістовне дозвілля школярам. Бере участь у Всеукраїнських конкурсах. Проводить цікаві зустрічі з відомими людьми міста: представником поліції Кожановським Ю. В., прикордонної служби Мозоль М. М. служби надзвичайних ситуацій Гречко А. В., заслуженим Учителем України Іванів Г. М., та багатьма іншими. Свою роботу бібліотека висвітлює на офіційному сайті та на сторінках соціальних мереж Фейсбук та Інстаграм.